# لوسیپوس ۵۹۸۴
سیارک ۵۹۸۴ (به انگلیسی: 5984 Lysippus، نامگذاری:4045T-3) پنج هزار و نهصد و هشتاد و چهارمین سیارک کشف شده‌است که در ۱۶ اکتبر ۱۹۷۷ کشف شد.
قدر مطلق سیارک برابر ۱۳٫۹۰ است.